# Rejnold Kazimierz Sadowski
Rejnold Kazimierz Sadowski herbu Lubicz (zm. 15 marca 1721) – kasztelan brzeskolitewski w latach 1710–1721, wójt brzeskolitewski w latach 1699–1709, pisarz ziemski brzeskolitewski w latach 1693–1710, podstoli brzeskolitewski w latach 1689–1693.
Poseł brzeskolitewski na sejm koronacyjny 1697 roku. Poseł brzeskolitewski na sejm zwyczajny pacyfikacyjny 1699 roku.